# Српске недељне новине
Српске недељне новине су лист српске националне мањине у Мађарској и званично гласило Самоуправе Срба у Мађарској, која је његов издавач и власник.
Седиште редакције и уредништва недељника је у Будимпешти, али новине имају и мрежу новинара-сарадника у унутрашњости Мађарске. На основу такве оријентације, информативно су покривена сва места у Мађарској у којима живи српско становништво.
Лист се дистрибуира на основу сачињене листе претплатника, посредством Мађарске поште, а примаоци су готово сва српска домаћинства у Мађарској и најзначајније културне и државне институције у Мађарској и Србији.

## Уредништво
- За издавача: Љубомир Алексов, председник Самоуправе Срба у Мађарској
- Главни и одговорни уредник: Драган Јаковљевић
- Уредник фотографије и фото-репортер: Иван Јакшић
- Лист штампа Предузеће 'COMP-Press' из Будимпеште

## Историја
Лист под овим именом излази од јуна 2009. године, после гашења „Српских народних новина“, чији издавач Српски демократски савез више није био у могућности да их издаје. Како због насталих правно-административних проблема српски живаљ у Мађарској не би остао без свог гласила, Самоуправа Срба у Мађарској покренула је издавање новог недељника са истим члановима дотадашње редакције.
Традиција српског штампаног новинарства на просторима Мађарске (некада Угарске) знатно је дужа, а данашње „Српске недељне новине“ су као једино писано гласило српске заједнице у Мађарској, настављач традиције „Сербских народних новина“, које је Теодор Павловић издавао у Пешти од 1838. до 1849. године.